# Die Young (videogioco)
Die Young è un videogioco survival horror in prima persona ambientato in un mondo liberamente esplorabile. incentrato sul Crafting, ciò che viene definito un classico nel panorama videoludico per quanto riguarda i giochi su computer.

## Trama
La protagonista (Daphne) il giorno precedente all'inizio del gioco era approdata insieme ad alcuni amici su un'isola sperduta. Si risveglia dentro un pozzo, con addosso solamente una maglietta e dei pantaloncini, appena fuori nota delle presenze umane che risultano immediatamente ostili. Ora Daphne ha solo un obiettivo: trovare i suoi amici e fuggire dall'isola.

## Personaggi principali
- Daphne: Protagonista
- Fratello 1/2/3: Sono tre misteriosi antagonisti, non si sa molto di loro, tutti si chiamano rispettivamente Fratello 1, Fratello 2, Fratello 3, si pensa siano fratelli rispettivamente Maggiore, Mezzano e minore con relativo grado di importanza. Nell'avanzare del gioco si scoprirà sempre di più riguardo a questi personaggi.

## Accoglienza
| Testata           | Versione | Giudizio |
| ----------------- | -------- | -------- |
| The Games Machine | PC       | 80/10    |
| iCrewPlay.com     | PC       | 8/10     |
| Gamers Paradise   | PC       | 7/10     |

Alessandro Alosi di The Games Machine diede al gioco un 7, considerandolo un titolo altalenante che sarebbe piaciuto maggiormente ai giocatori senza molte pretese, i quali si sarebbero sentiti piacevolmente a loro agio grazie agli attimi di tensione che il sistema sapeva regalare. Il recensore trovò l'idea intrigante, le ambientazioni azzeccate e l'esplorazione che regalava generosi momenti di tensione, centrando in pieno l'obiettivo del gioco, ma vide come difetti la presenza di alcune imprecisioni, con ottimizzazione e problemi tecnici,( la maggior parte dei quali poi risolti in una successiva patch che fece alzare il voto nella recensione cartacea di 10 punti ), oltre che alle meccaniche grezze o abbozzate che "castravano" il gameplay. Filippo Melchionna di iCrewPlay.com assegnò un 8, elogiando l'ambientazione, la storia, il sistema di Crafting, l'immedesimazione e l'immersività ma non apprezzò le Hitbox troppo ristrette e l'assenza di una variante di approccio al nemico che si doveva affrontare. Luca Cuciniello di Gamers Paradise valutò Die Young con un 7, reputandolo un titolo che non si meritava di essere giudicato negativamente, nel complesso sapeva regalare svaganti e rilassanti ore di gioco, tuttavia i bug grafici non mancavano, sebbene ciò non erano molto gravi o frequenti da rovinare l'esperienza di gioco. Concluse la recensione descrivendolo come un lavoro discreto e godibile principalmente dal punto di vista esplorativo, col quale gli amanti della scoperta si sarebbero facilmente entusiasmati.